# Lederzeele
Lederzeele település Franciaországban, Nord megyében. Lakosainak száma 705 fő (2022. január 1.). Lederzeele Volckerinckhove, Saint-Momelin, Wulverdinghe, Broxeele, Buysscheure és Nieurlet községekkel határos.

## Népesség
A település népességének változása:
| Lakosok száma | 606  | 661  | 682  | 676  | 680  | 683  | 687  | 692  | 705  |
|               | 2013 | 2015 | 2016 | 2017 | 2018 | 2019 | 2020 | 2021 | 2022 |